# Слипи Холоу (Вајоминг)
Слипи Холоу (енгл. Sleepy Hollow) насељено је место без административног статуса у америчкој савезној држави Вајоминг.

## Демографија
По попису из 2010. године број становника је 1.308, што је 131 (11,1%) становника више него 2000. године.
| Група             | 2000.         | 2010.         |
| Белци             | 1.094 (92,9%) | 1.215 (92,9%) |
| Афроамериканци    | 1 (0,1%)      | 2 (0,2%)      |
| Азијати           | 12 (1,0%)     | 14 (1,1%)     |
| Хиспаноамериканци | 53 (4,5%)     | 36 (2,8%)     |
| Укупно            | 1.177         | 1.308         |